# Kleiner Markt (Krakau)

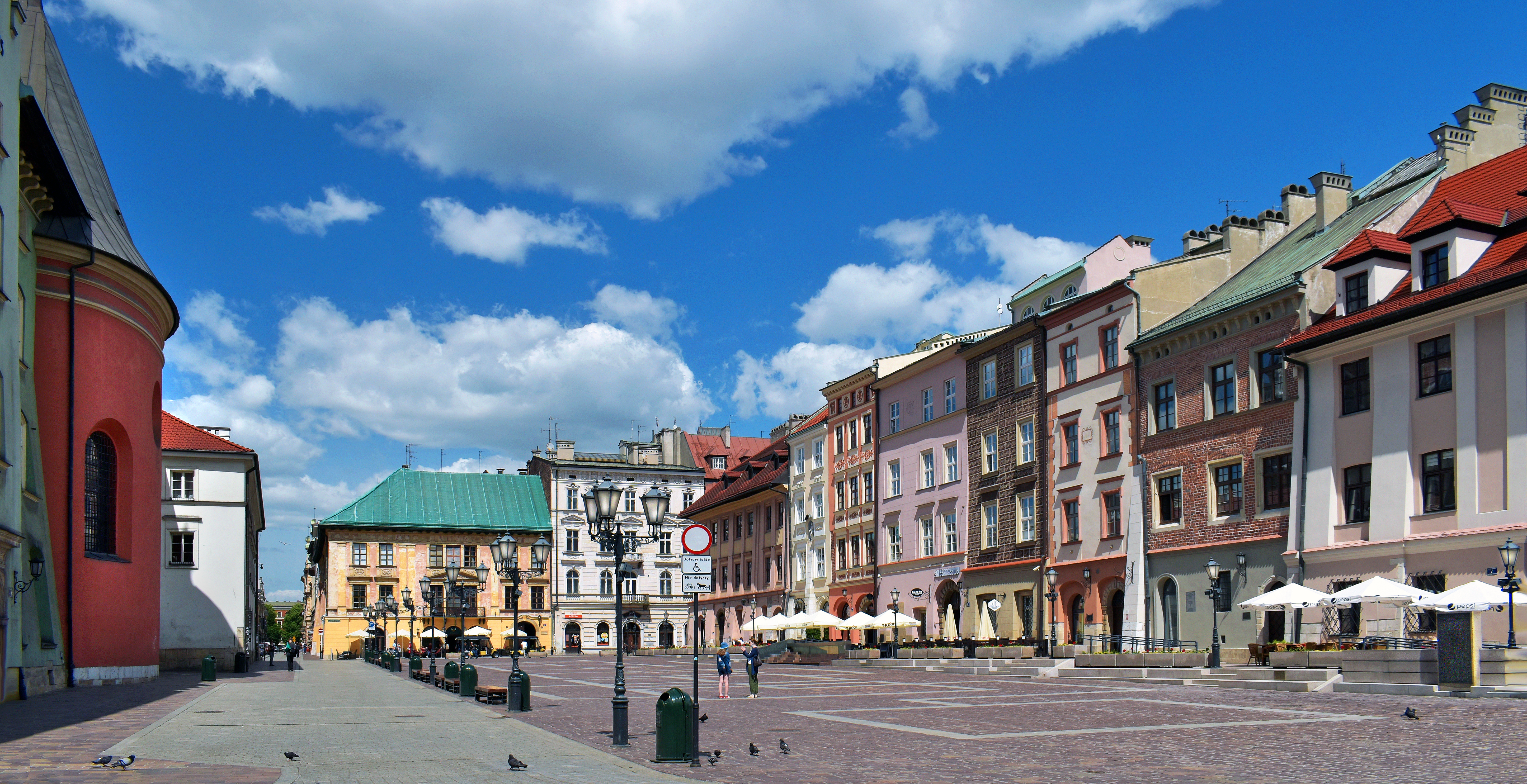
Kleiner Markt

Der Kleine Markt (polnisch Mały Rynek) in Krakau befindet sich in der Krakauer Altstadt östlich des Hauptmarkts und wurde Mitte des 13. Jahrhunderts angelegt. Er ist 110 Meter mal 30 Meter groß. 

## Geschichte
Ursprünglich wurde er Alter Markt genannt. Hier handelte man im Mittelalter mit Fleischwaren. Die Stände wurden 1820 abgebaut und der Platz wurde neu organisiert. 1539 wurde auf dem Kleinen Markt die Bürgerwitwe Katherina Weigel wegen Übertritts zum Judentum auf dem Scheiterhaufen verbrannt. 1661 erschien in einem Haus an dem Markt (heute Hausnummer 6) die erste regelmäßig erscheinende polnische Zeitung, der Polnische Ordentliche Merkur. Um den Markt ist noch die Originalbebauung aus dem Mittelalter erhalten, wobei viele Gebäude barockisiert wurden. Die Rückseite der Barbarakirche ragt in den Markt hinein. Daneben befindet sich das ehemalige Jesuitenkloster. 2007 wurde der Kleine Markt zur 750-Jahr-Feier seiner Anlegung grundlegend erneuert.